# Telit
Telit Communications PLC  est un fournisseur de technologie sans fils type machine à machine (M2M) ainsi que de services à valeur ajoutée comprenant des prestations de Cloud connectivity et l’application PaaS Enablement, basé à Londres, au Royaume-Uni. La société est répertoriée dans le marché public AIM (AIM : TCM). En plus des services m2mAIR, la société exploite deux autres unités de prestations. Telit Automative Solutions fournit des produits automobiles de qualité et des services dérivés en tant que fournisseur aux fabricants d’équipement d’origine (FEO).Telit GNSS Solutions s’adresse au marché de récepteurs de positionnement mondiaux et aux technologies associées.
Telit Wireless Solutions (TWS) est une filiale de Telit Communications PLC. Telit est une société de M2M sans fils à forte croissance, qui s’adresse au marché mondial qui s’élève aujourd’hui à 14 milliards d’euros. En termes de vente, Telit est le troisième fournisseur mondial de module M2M, selon la société d’analyse de marché Berg Insight. Depuis 2005, la société augmente régulièrement ses ventes.
Le siège social de Telit Wireless Solutions est basé à Londres, avec des annexes régionales en Europe, au Moyen-Orient et en Afrique à Trieste, en Italie, en Amérique du Nord à Raleigh, en Caroline du Nord, en Amérique latine à São Paulo au Brésil, puis enfin en Asie-Pacifique à Séoul, en Corée. La société a un grand réseau d’agences de vente situées en Australie, au Brésil, en Chine, au Danemark, en Allemagne, en France, en Inde, en Israël, en Italie, en Corée, en Russie, en Espagne, en Afrique du Sud, à Taïwan, en Turquie, au Royaume-Uni et enfin aux États-Unis.
Telit a introduit le module de matrice de billes, les concepts « Family » et « Unified-Form-Factor » et le plus petit récepteur GPS au monde. La société offre un large éventail de modules cellulaires et à courte portée, ainsi qu’un système de positionnement par satellites mondial. Ses produits sont disponibles dans plus de 80 pays dans 27 agences.

## Histoire
En 1986, la société a été fondée sous le nom Telital et Telital Automobile –une société d’ingénierie qui fournissait des services de recherche et de développement aux multinationales de télécommunications. En 1997, l’entreprise commence à fabriquer et vendre des produits sous la marque Telit. Cette dernière lance en 1998 son premier module M2M, le Datablock. Depuis 1977, des millions de combinés cellulaires et d’autres articles de communication mobile, notamment le premier téléphone satellite Globalstar ont été vendus aux consommateurs et opérateurs du monde entier.
En 2006, l’antenne régionale d’Asie et du Pacifique est ouverte à Séoul avec l’acquisition de Bellwave. La même année voit également l’ouverture des bureaux en Amérique du Nord, en Caroline du Nord, créant ainsi l’antenne pour cette région. 2006 est aussi l’année de la première publication du magazine de la société telit2market, un titre annuel qui couvre les tendances, les opinions et les rapports de marché du M2M, ainsi que des études de cas et les dernières avancées technologiques.
En 2008, Telit poursuit son expansion mondiale via de nouvelles activités régionales, et établit des agences et des usines à São Paulo au Brésil. De plus, la société ouvre des agences de vente à Johannesbourg en Afrique du Sud et à Ankara en Turquie.
En 2009, Telit achète la société française One RF spécialisée dans le développement de 802.15.4, ZigBee et devient propriétaire des modules brevetés de basse tension de réseau maillé. Le contrat inclut un portefeuille entier de droits sur la propriété intellectuelle concernant les piles de protocole à courte portée. Telit lance également les services Infinita, conçus pour simplifier les solutions M2M au niveau du déploiement et de la maintenance du logiciel. La société propose aussi une nouvelle famille de produits à courte portée et le plus petit module GSM/GPRS du marché, le GE865-QUAD.
En mars 2011, Telit achète les modules Motorola Solutions M2M. L’acquisition apporte un chiffre d’affaires pro forma renforcé s’élevant à 180 millions de dollars environ pour l’année 2010. Ce montant constitue 20 % de la part de marché du secteur, selon le rapport Beecham Research.
En janvier 2012, Telit fait l’acquisition de Navman Wireless OEM Solutions, fournisseur des modules GPS Jupiter-brand pour 3 millions de dollars. Cette acquisition permet à Telit d’avoir une unité destinée à la recherche et au développement GNNS et ouvre l’accès aux clients en dehors du secteur industriel Machine à machine.
En juillet 2012 Telit ouvre un nouveau secteur d’activité, le m2mAIR afin d’offrir des services à valeur ajoutée avec notamment l’accès à la connectivité. Le m2mAIR propose un module et la souscription au Life cycle management via une plateforme de logiciel en tant que service (SaaS) ainsi qu’une couverture Wi-Fi via Telefónica. Le service est dans un premier temps accessible en Europe et son lancement aux États-Unis et en Amérique latine est prévu en 2013.
Plus tard en 2012, Telit lance le GNSS récepteur SL869 compatible avec GPS, GLONASS, Galileo et QZSS ; le produit est suivi par le 3D-SiP-based SE880, le récepteur GPS le plus petit et sensible du marché.
En 2013, Telit fait l’acquisition de CrossBridge Solutions, ouvrant ainsi son activité m2mAIR en Amérique du Nord.
Telit Wireless Solutions Inc., une filiale de Telit Communications Plc, est en négociation depuis le 4 septembre 2013 pour acheter ILS Technology LLC, société basée à Boca Raton en Floride est fournisseur de premier ordre de plateforme Cloud prête à l’emploi et générique pour connecter les systèmes IT des entreprises aux appareils connectés en M2M et aux machines indispensables aux sociétés.
Telit Wireless Solutions Srl, filiale de Telit Communications Plc, est en négociation depuis le 22 décembre 2013 avec NXP B.V, une filiale de NXP Semiconductors N.V (Nasdaq : NXPI) afin d’acheter le secteur ATOP de NXP. Le comité exécutif est fier d’annoncer que les conditions requises pour l’acquisition sont remplies et que l’achat est définitif est prévu pour le 31 mars 2014.
Aujourd’hui, Telit développe, fabrique et vend un large panel de modules de communication pour entreprise, notamment toutes les technologies Wi-Fi pour les applications M2M permettant aux machines, aux appareils et aux véhicules de communiquer via réseaux mobiles. Telit est propriétaire des piles de protocoles de la majorité de ses technologies de modules sans fils cellulaires et à courte portée. Sa gamme m2m inclut des produits GSM/GPRS, EDGE, UMTS, EV-DO, HSPA, LTE et CDMA ainsi que des modules à courte portée en Wi-Fi, ZigBee, RF courte portée (breveté pour les réseaux maillés et les liaisons point à point pour les bandes de fréquence sans permis), Wireless MBus et les modules GPS/GLONASS (Machine à machine). La famille xE910 de modules WI-FI propose un unique facteur de forme interchangeable sur les réseaux mobiles régionaux.
Telit est la seule société à publier un magazine professionnel de M2M, le teli2market. Publié tous les ans, le titre est devenu une référence pour les développements actuels et les nouvelles avancées technologiques du secteur M2M.

## Recherche et développement
Telit exploite huit centres de R&D situés à Trieste (Italie), Sardaigne (Italie), Caen (France), Louvain (Belgique), Séoul (Corée du Sud), Tel Aviv (Israël), Boca Raton (Floride, États-Unis), Chicago, (Illinois) et Fouthill Ranch (Californie). Le complexe de R&D de Trieste est le principal centre d’ingénierie, de conception et de développement et le siège du pôle R&D.
Trieste est spécialisé dans l’évolution des technologies GSM, GPRS, EDGE et GPS. Le centre de R&Dest le premier centre de recherche pour les autres technologies sans fil et les projets spéciaux. Ce complexe centre ses recherches sur le sans fil à courte portée, le satellite, et d’autres technologies émergentes. Le centre basé sur deux complexes de R&D de Telit (grâce à l’achat de NXP-ATOP) à Caen en France et à Louvin en Belgique accueille plus de trente ingénieurs consacrés à la recherche et au développement du secteur automobile de la société. 
Le centre de R&D à Séoul est le site principal de la compagnie pour les projets CDMA, WCDMA, et UMTS. Ce complexe abrite également le principal site de compétence automobile pour les produits particuliers et technologie de conception solide. L’équipe de Tel Aviv assiste les autres centres de R&D dans le secteur cellulaire. 
Le centre de Boca Raton est le siège mondial responsable de la technologie ILS acquise en septembre 2013 et accueille les ingénieurs en R&D responsables de la technologie de pointe CLOUD et abrite également la plateforme Enablement Application de la société (AEP). Le centre Lincolnshire est situé dans la région de Chicago ; ce centre de recherche et développement est responsable du développement de m2mAIR pour l’Amérique du Nord, et notamment de l’amélioration du Centre d’opérations réseau – un des plus modernes de la région-, consacré au M2M. Le centre de R&D à Foothill est dans les environs de Los Angeles et se consacre aux projets GPS, QZSS, Galileo et Compass, et d’autres projets liés au positionnement par satellites. 
La société a également mis en place un Forum technologique, une base de connaissances en ligne pour l’ensemble de la communauté M2M, enrichie par les contributions des centres de recherche et développement.

## Le marché M2M
La technologie M2M permet une surveillance et un contrôle en temps réel tout en réduisant ou annulant l’intervention humaine. Le M2M bénéficie d’un important essor économique sur le marché car il répond au besoin toujours grandissant en rapidité, économies, sécurité, protection de l’environnement, localisation, contrôle à distance, précision, et autres parmi les entreprises du monde entier. Aujourd’hui les applications M2M possèdent des fonctionnalités essentielles. Le marché M2M grandit rapidement. Selon Analysys Mason, le marché mondial des appareils connectés en machine à machine (M2M) passera de 62 millions d’appareils en 2010 à 2,1 milliards en 2020. D’après la société d’analyse de marché Berg Insight, les connexions cellulaires M2M tripleront leur nombre actuel (108 millions) d’ici 2016. 

## Domaines d'exploitation
Les utilisations de M2M sont multiples et présentes dans de nombreux secteurs industriels, notamment les distributeurs automatiques, les compteurs évolués, les terminaux de point de vente (caisses enregistreuses), dans les transports et la logistique (gestion de flotte), mais aussi le secteur hospitalier, la technologie de sécurité et beaucoup d’autres secteurs encore. Pour que les divers acteurs puissent bénéficier des avantages  apportés par l’utilisation des modules M2M, des solutions de qualité, rentables, évolutives et spécifiques sont nécessaires. De plus, la demande en M2M sera encore plus importante dans le futur, ce qui requiert une plus grande adaptabilité de l’utilisation. L’intégration de technologies complémentaires comme le Wi-Fi, GPS, Bluetooth et ZigBee à l’échelle du module gagne constamment en importance tandis que la demande pour des petits modules compacts pour des terminaux ne cessera d’augmenter dans une société de consommation en expansion (à savoir la surveillance des signes vitaux, la localisation et les alertes pour les personnes malades, et le positionnement géographique) d’un point de vue du coût  de cycle de vie et du délai de mise sur le marché.
Ce constat est notamment conforté par la dérégulation du secteur des compteurs évolués initiée par l’amendement EnWG en Allemagne  et qui implique la présence obligatoire de ces compteurs dès 2010. Un autre domaine lié à la consommation est le secteur télématique : décidé par la Commission européenne, le système d’appel European eCall exploité aussi par la technologie M2M, réduira significativement le temps de réponse des services d’urgences médicales. La Commission européenne prévoit l’équipement de toutes les voitures circulant au sein de l’Union européenne dans un futur proche.